# بطاقة المكتبة

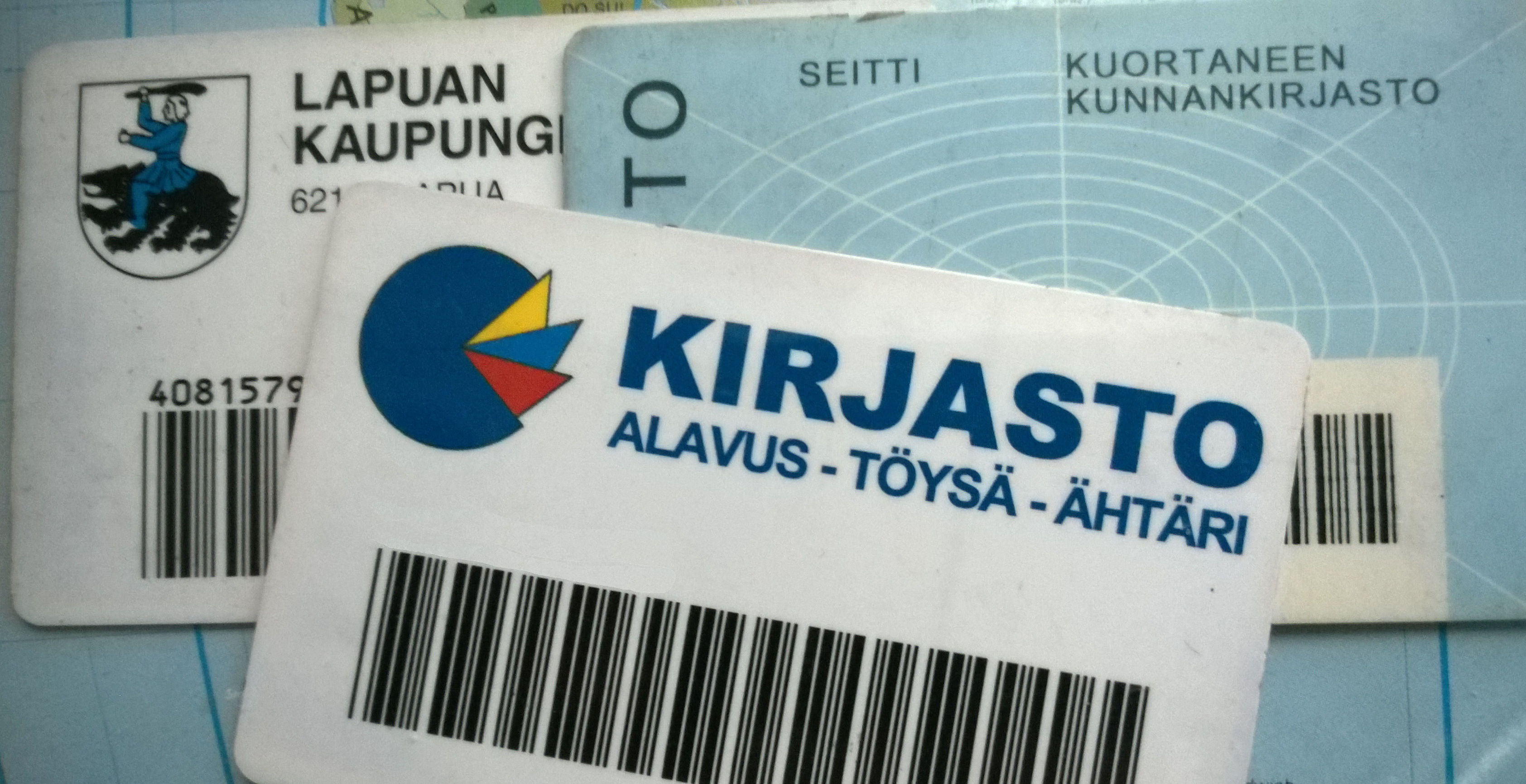

يمكن أن تشير بطاقة المكتبة (بالإنجليزية: Library card)‏ إلى مجموعة من البطاقات المستخدمة تقليديًا لإدارة الكتب وإدارة نظم الاستعارة للمستفيدين في المكتبة، تستعمل بطاقة المكتبة في شكلها الأكثر شيوعًا بميزات مماثلة لبطاقة العضوية، فيعتبر الشخص الذي يحمل بطاقة مكتبة لديه ميزة إمكانية الاستعارة أو امتيازات أخرى مرتبطة بالمكتبة المصدرة لتلك البطاقة. وتعمل بطاقة المكتبة أيضًا كوسيلة لتحديد الهوية، وعندما يختار الشخص كتابا ليستعيره ويقدم بطاقة المكتبة الخاصة به إلى المكتبة، فإنه يتحمل المسؤولية عن الكتاب المقترض ويتعهد بالالتزام بقواعد معينة، بما في ذلك عادةً وعد بإعادة الكتاب في الموعد المحدد أو مواجهة غرامة المكتبة، أما إذا خالف حامل البطاقة هذه المسؤوليات، فقد يتم تعليق ميزة استعارت الكتب له. اعتبارًا من عام 2011، كان 62٪ من جميع الأمريكيين حاملين لبطاقات المكتبة.
قد تشير «بطاقة المكتبة» أيضًا إلى بطاقات الاقتراض المستخدمة لتسجيل استعارة الكتب قبل ظهور أنظمة الكمبيوتر، عندما يتم إعداد كتاب المكتبة للإقراض، سيتم إدخال بطاقة الاقتراض في جيب صغير في الغلاف الأمامي أو الخلفي للكتاب، وعندما يستعير مستفيد كتابًا سيتم تسجيل اسمه وتاريخ موعد إرجاع الكتاب على بطاقة الاقتراض، والتي سيتم إيداعها تحت اسم المستفيد أو رقم بطاقته، سيتم استبدال بطاقة الاقتراض ببطاقة موعد استحقاق مختومة لإبلاغ المُستعير بتاريخ استحقاق العنصر، ثم يتم إعارة الكتاب للمُستعير. وعندما يتم إرجاع الكتاب، ثم سيتم شطب اسم المستفيد من بطاقة الاقتراض وتُعاد بطاقة الاقتراض مرة أخرى إلى الكتاب وستُوضع على الرف. في بعض المكتبات لا يزال نظام الاقتراض هذا قيد الاستخدام.